# Federico Fazio
Federico Julián Fazio (ur. 17 marca 1987 w Buenos Aires) – argentyński piłkarz występujący na pozycji obrońca we włoskim klubie Salernitana. Były reprezentant Argentyny. Posiada także obywatelstwo włoskie.

## Kariera klubowa
Zaczynał swoją karierę w Ferro Carril Oeste General Pico, przeszedł do Sevilla FC w styczniu 2007, spędzając cały sezon w jej rezerwach, Sevilla Atlético. Do pierwszej drużyny wszedł na stałe w sezonie 2007-2008. Fazio był ważnym członem drużyny argentyńskiej młodzieżówki i wygrał z nią Mistrzostwo Świata U-20 w 2007. 26 sierpnia 2014 roku przeniósł się do Tottenhamu Hotspur, związał się czteroletnim kontraktem z drużyną z White Hart Lane. Tottenhamu Hotspur zapłacił za niego 8 milionów funtów.

## Kariera reprezentacyjna
W 2008 roku został powołany do reprezentacji U-23, prowadzonej przez Sergio Batistę na Igrzyska Olimpijskie w Pekinie, gdzie Argentyna zdobyła złoty medal.